# Annette John
Annette John (* 1951 in Saarbrücken) ist eine deutsche Schriftstellerin.
Sie studierte Germanistik und Romanistik. Annette John heiratete jung, bekam zwei Kinder und widmete sich zunächst ihrer Familie. Dann arbeitete sie in unterschiedlichen Berufen. Daneben schrieb sie erste Kurzgeschichten. John  veröffentlicht Kinder- und Jugendliteratur. 2007 erschien unter dem Titel Das Geheimnis des Rosenhauses ihr erster Roman. Er wurde 2009 auch als Taschenbuch veröffentlicht. Ein zweiter Roman folgte Anfang 2011.

## Veröffentlichungen
- Das Geheimnis des Rosenhauses. Beltz & Gelberg, Weinheim 2007, ISBN 978-3-407-81018-2
- Deadline 24. Beltz & Gelberg,  Weinheim 2011, ISBN 978-3-407-81081-6